# الجامعة البريطانية في مصر
الجامعة البريطانية في مصر (بالإنجليزية: The British University in Egypt)‏ هي جامعة خاصة مصرية بريطانية تقع في مدينة الشروق، القاهرة الكبرى، مصر.
 تأسست في سبتمبر 2005 بحضور الأمير ويليام والعديد من كبار الشخصيات العلمية المصرية والبريطانية البارزة، يشغل الحرم الجامعى حوالى 40 فداناً من الأراضي، والمساحة المتوفرة داخل المباني 27000 متر مربع، وتم إنشائها بهدف إخراج جيل لديه المهارات اللازمة والمعارف الضرورية التي تساهم في التطبيقات العملية على مجال واسع في المجتمع المصري.

## حول الجامعة
منذ عام 1998، كان هناك طموح يجمع الحكومتين البريطانية والمصرية، كان هذا الطموح تشكيل جامعة مصرية تتبع النظام والأٌسس البريطانية والتي بإمكانهاأن تُخرج أجيالاً من الخريجين يمكنهم التأثير بشكل فعال في القطاعات الرئيسية للدولة المصرية. وتُعتبر جامعة London South Bank University البريطانية هي الشريك الأساسي للجامعة البريطانية في مصر، لتوفير جودة التوجيه الأكاديمي والتدريس وعمليات الإدارة وبالتالي ضمان جودة "بريطانية"التعليم؛ وجامعة London South Bank University هي المسؤولة عن قسمي الهندسة الكيميائية وهندسة البترول.
ورحبت الجامعة البريطانية في مصر بالدفعة الأولى من طلابها في سبتمبر 2005 عندما بدأت الدراسات بها بكليتى الهندسة وعلوم الحاسبات وتطورت لتشمل كليات طب الأسنان، الصيدلة، إدارة الأعمال، التمريض، العلوم السياسية، الاقتصاد، الاعلام.
كما أن الجامعة البريطانية في مصر ليست فقط مؤسسة تعليمية، ولكن أيضا مركز اجتماعي وثقافي مزدهر مع الكثير لتقدمه للطلاب، تُركز الجامعة على تشجيع السلامة الشخصية والتفوق الأكاديمي جنبا إلى جنب مع تعزيز فلسفة التفكير إلى الأمام، والابتكار وروح العمل الجماعي، وإقامة البحوث، وأسلوب التعليم البريطاني يركز على جعل الطلاب على تعلم كيفية التفكير، وليس فيما يفكر وهي الطريقة التي تشجع الطلاب على تطوير حل المشكلات والمهارات التحليلية من خلال نهج شخصية مستقلة للتعلم. أصحاب العمل يضعون في عين الاعتبار هذه المهارات كشكل أساسى في الحياة العملية.

## شعارها
شعار الجامعة عبارة عن نصفى العلم المصرى والعلم البريطانى؛ دلالة على الربط بين المكان وأسلوب (نمط) التعليم في الجامعة كما يُعبر عن الرابط بين الثقافتين الشرقية والغربية كأسلوب للتعليم والتعامل داخل الحرم الجامعى.

## الكليات
- كلية طب الفم والأسنان (معتمدة من الهيئة القومية لضمان جودة التعليم نقاء)
- كلية الصيدلة
- كلية التمريض (ومن ابرز خريجيها في مجال التمريض احمد جاد. احمد سمير عمر. اسامه غازي.عبد الرحمن العربي.بيتر عماد)
- كلية الاعلام والاتصال
- كلية الحقوق
- كلية الهندسة
- كلية هندسة البيئة والطاقة
- كلية الحاسبات والمعلومات
- كلية الآداب والعلوم الإنسانية
- كلية الاقتصاد والعلوم السياسية وإدارة الأعمال
- كلية الفنون والتصميم

## الشخصيات البارزة
- البروفيسور محمد لطفي رئيس الجامعة واستاذ تدويل التعليم ببريطانيا والصين
- السير مجدي يعقوب الرئيس الشرفي للجامعة البريطانية في مصر
- فريال أشرف أول لاعبة مصرية تفوز بالميدالية الذهبية في الألعاب الأوليميبة، تخرجت من الجامعة البريطانية في مصر كلية الصيدلة.

## وصلات خارجية
- الموقع الرسمي